# Josef Nezveda
Josef Nezveda (18. března 1820, Hostim – 12. listopadu 1897, Vídeň) byl rakouský politik české národnosti z Moravy, během revolučního roku 1848 poslanec Říšského sněmu.

## Biografie
Roku 1849 se uvádí jako Joseph Nesweda, vystudovaný právník z Hostimi. Z etnického hlediska byl řazen mezi Slovany.
Během revolučního roku 1848 se zapojil do veřejného dění. Ve volbách roku 1848 byl zvolen i na ústavodárný Říšský sněm. Zastupoval volební obvod Moravské Budějovice. Tehdy se uváděl coby vystudovaný právník. Řadil se k sněmovní pravici.